# Phrynobatrachus plicatus
Espèce
Synonymes
- Hyperolius plicatus Günther, 1858
- Phrynobatrachus aelleni Loveridge, 1955

Statut de conservation UICN

 LC  : Préoccupation mineure
Phrynobatrachus plicatus est une espèce d'amphibiens de la famille des Phrynobatrachidae.

## Répartition
Cette espèce se rencontre dans le sud de la Côte d'Ivoire, au Ghana, au Togo, dans le Sud de la Guinée, au Liberia et au Nigeria,.

## Publication originale
- Günther, 1858 : Catalogue of the Batrachia Salientia in the collection of the British Museum (texte intégral).